# Tschistyje Bory
Tschistyje Bory (russisch Чистые Боры) ist eine Siedlung städtischen Typs in Russland in der Oblast Kostroma mit 4796 Einwohnern (Stand 14. Oktober 2010). Sie liegt im Rajon Bui, 14 Kilometer südlich der Stadt Bui. Der Ort trägt im Zusammenhang mit dem einen Kilometer östlich gelegenen Kraftwerksgelände des Kernkraftwerks Kostroma den Spitznamen Stadt Atomic.

## Geschichte
Tschistyje Bory war anfangs ein kleines Dorf mit gerade 3000 Einwohnern. Im Jahre 1983 wurde begonnen, im Zusammenhang mit dem Bau des Kernkraftwerks Kostroma, die Stadt zu erweitern und Wohnkapazitäten für weitere 7000 Einwohner zu schaffen. Während dieser Zeit zogen sehr viele Menschen nach Tschistyje Bory. In Hochzeiten hatte der Ort mehr als 8500 Einwohner. Nachdem es 1986 nach der Katastrophe von Tschernobyl zum Baustopp des Kernkraftwerks gekommen und 1992 die Finanzierung endgültig eingestellt worden war, sank die Einwohnerzahl der Stadt mit der Zeit ab. Die Siedlung fiel der gleichen Entwicklung zum Opfer wie die Stadt Agidel, die im Zusammenhang mit dem Bau des Kernkraftwerks Baschkirien gebaut wurde.
Im Jahr 2000 kam es zu dem endgültigen Veto gegen einen Bau des Kernkraftwerks, was die Einwohnerzahl bis heute weiter sinken lässt. Jedoch hat die Duma ihr Veto gegen einen Bau 2007 wieder zurückgezogen, sodass der Standort Kostroma weiterhin als Ersatzkapazität offenbleibt.

### Bevölkerungsentwicklung
| Jahr | Einwohner |
| ---- | --------- |
| 1989 | 3108      |
| 2002 | 5056      |
| 2010 | 4796      |

Anmerkung: Volkszählungsdaten

## Verkehrsanbindungen
Erreichbar ist Tschistyje Bory über die Regionalstraße R 99, mit der eine direkte Verbindung Richtung Norden in die Kreisstadt Bui besteht und die in südlicher Richtung direkt bis nach Kostroma führt. Eine direkte Bahnverbindung gibt es nicht. Es führen zwar Gleise zum Kernkraftwerksgelände, jedoch ist dort kein Bahnhof angebunden und es verkehren auch keine Züge.